# Nathan Darrow
Nathan Darrow (ur. 21 czerwca 1976 w Kansas City) – amerykański aktor teatralny, telewizyjny i filmowy.

## Życiorys
Ukończył Shawnee Mission North High School w Overland Park, następnie sztuki teatralne na University of Evansville. Kształcił się później w zakresie aktorstwa na New York University. W 2003 wrócił do rodzinnej miejscowości, gdzie zaczął występować jako aktor w miejscowych teatrach. Grał m.in. w adaptacjach dramatów Williama Szekspira (Romeo i Julia, Henryk V). W 2009 wyjechał do Nowego Jorku. W tym samym roku zadebiutował na Broadwayu w spektaklu In the Next Room.
Również w 2009 wystąpił w Ryszardzie III z udziałem Kevina Spaceya. Znajomość z nim przyczyniła się do obsadzenia Nathana Darrowa w roli agenta Edwarda Meechuma w produkcji House of Cards. W postać tę wcielał się przez cztery sezony serialu w ramach jego regularnej obsady, otrzymując pozytywne oceny ze strony widzów i krytyków filmowych.
W 2015 dostał gościnną rolę Victora Friesa w Gotham, a w 2016 drugoplanową rolę w Billions.

## Filmografia
- 2008: Rigged
- 2013: House of Cards (serial TV)
- 2014: The Inherited
- 2014: Zaprzysiężeni (serial TV)
- 2015: Gotham (serial TV)
- 2016: Billions (serial TV)[1]